# 婚後的問題

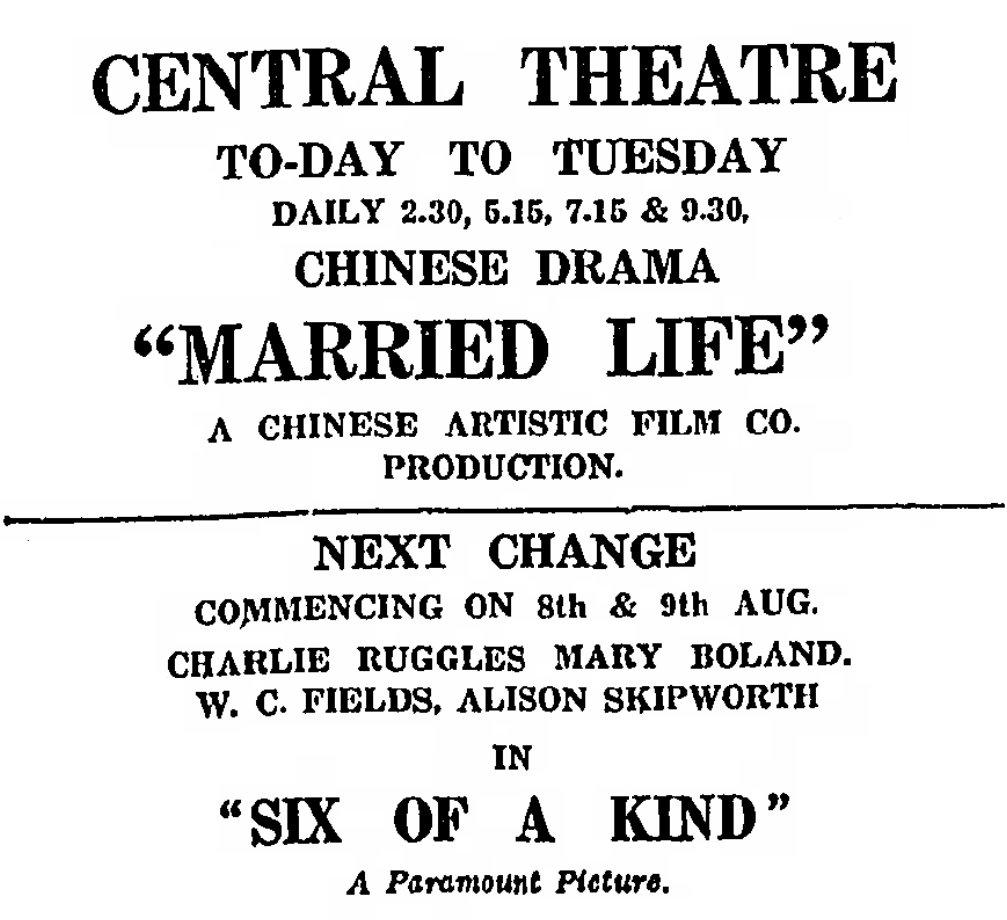
廣州『華藝影片公司（Chinese Artistic Film Company）』香港分廠，出品的第三齣默片《婚後的問題（Married Life）》在香港中央戲院公映時的英文廣告。

廣州『華藝影片公司（Chinese Artistic Film Company）』香港分廠，出品的第三齣默片《婚後的問題（Married Life）》在香港中央戲院公映時的唐字廣告。

《婚後的問題》是廣州華藝影片公司在1934年初期於香港九龍鑽石山『陳七花園』開設分廠所拍攝的第三齣黑白社會問題默片，以社會拜金主義影響年青人的婚姻的新穎題材作品，原訂1934年4月中旬上映。最後延誤至1934年8月5日，星期日，在香港中央戲院上映，每日四場。

## 電影本事
一名純良的女大學生，本與其同學相戀，慕於虛榮，遂拋棄男友，下嫁另一名富家子弟。婚後才發覺其夫沉迷酒色，嗜賭如命。女勸阻無效，遂與其分居，含辛茹苦，獨力撫育孩兒，其間，其前度男朋友不計前嫌，時加以援手。最來，其夫慘被拆白黨盡騙去所有財產，一無所有，淪為盜匪，琅礑入獄！此時，彼女仍守傳統婦道，設法施以援救，靜待夫君出冊，闔家團聚。

## 演員
- 石鐘山 飾演 一名豪門花花公子，終日花天酒地。
- 馮潔貞 飾演 一名貪慕虛榮的女大學生，為錢迷心，拋棄男友以嫁入豪門。
- 飾演 一名忠誠的大學生。

## 外景地點
- 香港大學、
- 聖德肋撒堂。

## 外部連結
- 香港影庫上《婚後的問題》的資料（繁體中文）
- YouTube上的默片《婚後的問題》的本事

## 其它姊妹作品
- 廣州
  - 1933年公映默片《裂痕》，謝醒儂、馮潔貞主演；
  - 默片《前進》，王元龍主演；
- 香港分廠：
  - 1933年公映默片《洞房雙屍案》，石友于、林妹妹、馮潔貞主演；
  - 1933年公映默片《苦海》，石友于、林妹妹、梁白非主演。